# Анри (лунный кратер)
Кратер Анри (лат. Henry) — ударный кратер в материковой юго-западной части видимой стороны Луны. Название присвоено в честь американского физика Джозефа Генри (1797—1878) и утверждено Международным астрономическим союзом в 1970 г. Образование кратера относится к нектарскому периоду.

## Описание кратера

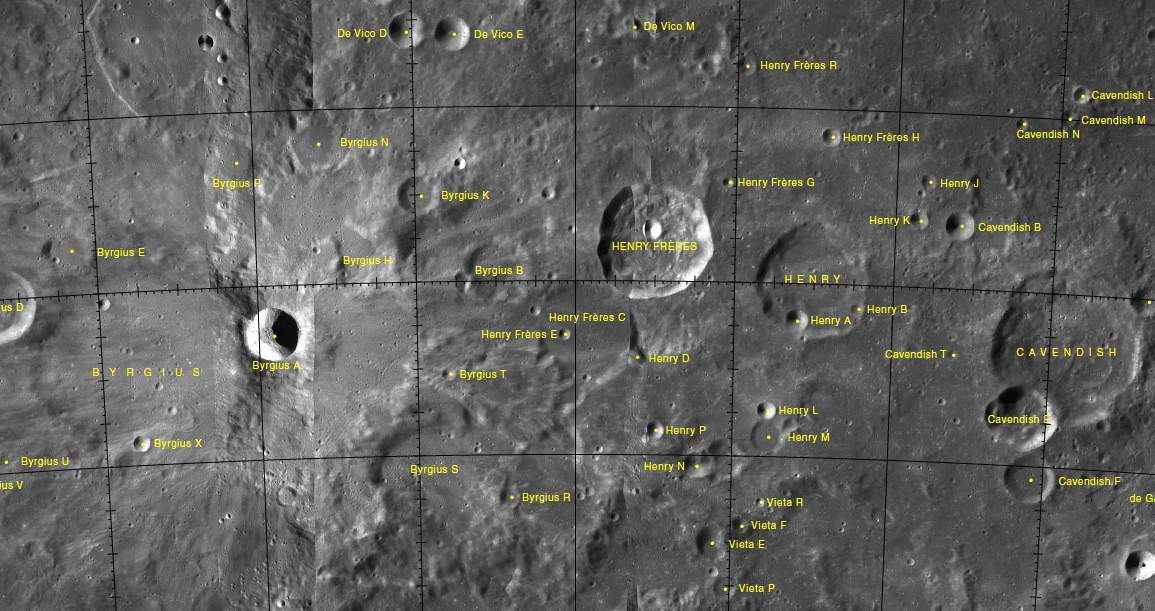
Окрестности кратера Анри. Фрагмент карты LAC-92.

Ближайшими соседями кратера являются кратер Анри (братья) на западе; кратер Кавендиш на востоке; кратер Виет на юге. Селенографические координаты центра кратера 23°58′ ю. ш. 57°01′ з. д. / 23,97° ю. ш. 57,01° з. д., диаметр 39,1 км, глубина 2,63 км.
Вал кратера имеет полигональную форму с выступами в северной и северо-восточной части, подвергся разрушению последующими импактами, южная часть вала перекрыта несколькими мелкими кратерами. Высота вала над окружающей местностью составляет 1040 м, объем кратера приблизительно 1270 км³. Дно чаши кратера сравнительно ровное, без приметных структур, альбедо кратера соответствует окружающей местности. Северную часть кратера пересекает светлый луч от сателлитного кратера Бюрги А.
До 1970 г. кратер имел название Поль Анри, входя в пару кратеров, имевших общее название братья Анри.

## Сателлитные кратеры

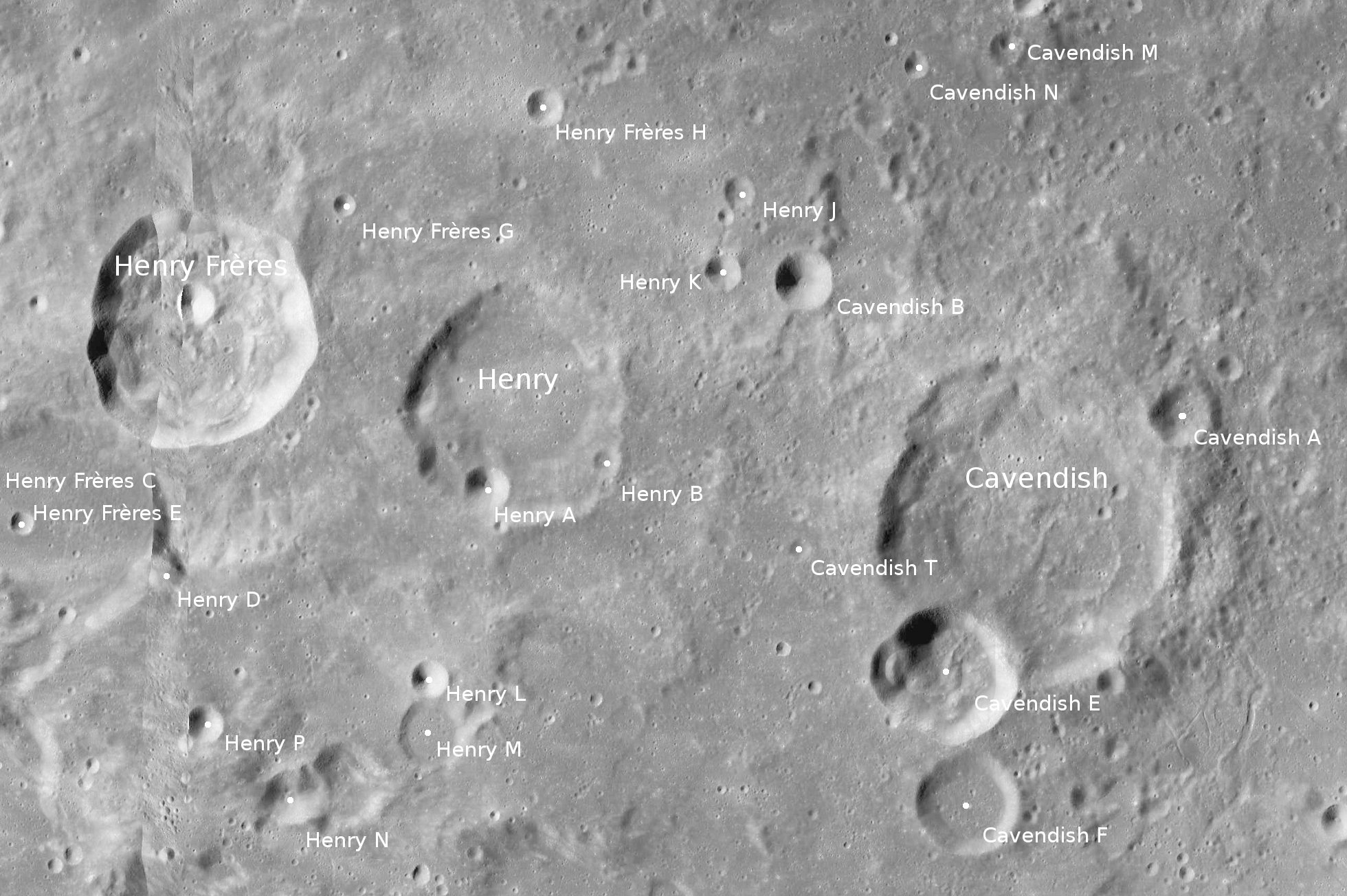
Снимок зонда Lunar Reconnaissance Orbiter.

| Анри | Координаты                                            | Диаметр, км |
| ---- | ----------------------------------------------------- | ----------- |
| A    | 24°25′ ю. ш. 57°12′ з. д. / 24,42° ю. ш. 57,20° з. д. | 8,3         |
| B    | 24°17′ ю. ш. 56°26′ з. д. / 24,28° ю. ш. 56,44° з. д. | 5,1         |
| D    | 24°52′ ю. ш. 59°13′ з. д. / 24,87° ю. ш. 59,21° з. д. | 6,8         |
| J    | 22°47′ ю. ш. 55°37′ з. д. / 22,79° ю. ш. 55,61° з. д. | 5,9         |
| K    | 23°13′ ю. ш. 55°42′ з. д. / 23,22° ю. ш. 55,70° з. д. | 6,4         |
| L    | 25°28′ ю. ш. 57°33′ з. д. / 25,46° ю. ш. 57,55° з. д. | 6,5         |
| M    | 25°46′ ю. ш. 57°32′ з. д. / 25,77° ю. ш. 57,53° з. д. | 12,8        |
| N    | 26°07′ ю. ш. 58°28′ з. д. / 26,11° ю. ш. 58,46° з. д. | 8,8         |
| P    | 25°42′ ю. ш. 58°58′ з. д. / 25,70° ю. ш. 58,97° з. д. | 6,4         |